# 拓跋毛
魏成帝拓跋毛（？ — 前204年），北魏追尊的第一位始祖，為索頭部鮮卑部族的領袖，在位期間不詳，在位時統一了索頭部鮮卑部族。
《魏書·序記》記載其「聰明武略，遠近所推，統國三十六，大姓九十九，威振北方，莫不率服。」北魏道武帝稱帝時，追諡其為成皇帝。
清代学者王鸣盛认为，魏道武帝追尊的二十八位祖先中，除了能在晋书中有记载的，其余单名者可能都是魏道武帝编造的名字。
| 前任： — | 北魏追尊先祖 索頭部鮮卑首領 | 繼任： 節帝拓跋貸 |